# Rediviva colorata
Rediviva colorata är en biart som beskrevs av Michener 1981. Rediviva colorata ingår i släktet Rediviva och familjen sommarbin. Inga underarter finns listade i Catalogue of Life.